# Lieja-Bastoña-Lieja 1931
La Lieja-Bastogne-Lieja 1931 fue la 21.ª edición de la clásica ciclista Lieja-Bastoña-Lieja. La carrera se disputó el domingo 9 de junio de 1931, sobre un recorrido de 213 km. El vencedor final fue el belga Alfons Schepers (La Française) que venció al esprint. Sus compatriotas Marcel Houyoux y Jean Deschepper fueron segundo y tercero respectivamente. 
Esta sería el segundo triunfo de Schepers en esta carrera de las tres que conseguiría. 

## Clasificación final
| Posición | Ciclista         | Equipo         | Tiempo   |
| -------- | ---------------- | -------------- | -------- |
| 1        | Alfons Schepers  | La Française   | 7h23'26" |
| 2        | Marcel Houyoux   | -              | s.t.     |
| 3        | Jean Deschepper  | -              | s.t.     |
| 4        | Jules Goedhuys   | -              | s.t.     |
| 5        | Erich Ussat      | -              | s.t.     |
| 6        | Jean Wauters     | Alcyon-Dunlop  | s.t.     |
| 7        | Georges Lemaire  | -              | s.t.     |
| 8        | Julien Vervaecke | Alcyon-Dunlop  | a 4"     |
| 9        | Alfons Deloor    | Dilceta-Wolber | a 6'49"  |
| 10       | Jan Meeuwis      | -              | a 8'02"  |